# Усть-Кут
Усть-Кут — город (с 1954) в России, административный центр Усть-Кутского района Иркутской области.
Расположен в 510 км севернее Иркутска в центральной части области в месте слияния рек Лены и Куты.
Население — 36 918 чел. (2021).
Одно из первых русских поселений в Восточной Сибири. Основан в 1631 году как Усть-Кутский острог. Долгое время являлся местом политической ссылки. В 1974 году объявлен отправной точкой всесоюзной комсомольской стройки — Байкало-Амурской магистрали.
Крупный Осетрово-Ленский транспортный узел на пересечении железнодорожных, речных, воздушных и автомобильных путей. Включает порт Осетрово, в прошлом крупнейший речной порт в СССР. Перевалка грузов на Север. Лесозаготовка, добыча углеводородов. Развит туризм с оздоровительными целями (санатории с лечебными грязями).

## Физико-географические характеристики

### Географическое положение
Усть-Кут расположен в центральной части Иркутской области в верхнем течении реки Лены у места впадения в неё реки Куты.
Город застроен преимущественно по левобережью Лены и Куты. Протяжённость с запада на восток по прямой линии — около 28 км; по руслам рек — около 34 км (исключая село Туруку).
Расстояние от Усть-Кута до Иркутска:
- по железной дороге — 1385 км (по линии Усть-Кут — Тайшет — Иркутск);
- по автомобильным дорогам — 973 км (Усть-Кут — Братск — Тулун — Иркутск);
- прямым воздушным путём — 510 км.

Расстояние до Красноярска — 1300 км.
Расстояние до Братска — 320 км.
Ближайшие города: Железногорск-Илимский (107 км на запад), Киренск (300 км на северо-восток вниз по течению Лены).

### Часовой пояс
Часовой пояс города Усть-Кут: UTC+8

### Климат
Климат города резко континентальный. Средняя температура января: −25 °C, июля: +17 °C. Минимальная температура: −53,7 °C, максимальная (в тени): +36,7 °C.
| Показатель                        | Янв.  | Фев.  | Март | Апр. | Май   | Июнь | Июль | Авг. | Сен. | Окт. | Нояб. | Дек.  | Год   |
| --------------------------------- | ----- | ----- | ---- | ---- | ----- | ---- | ---- | ---- | ---- | ---- | ----- | ----- | ----- |
| Абсолютный максимум, °C           | 4     | 7     | 17,6 | 24,7 | 34    | 37   | 36,1 | 36,7 | 30,3 | 20,4 | 9,2   | 4     | 36,7  |
| Средний суточный максимум, °C     | −20   | −17   | −6   | 3    | 12    | 21   | 24   | 21   | 11   | −1   | −11   | −18   | 2     |
| Средний суточный минимум, °C      | −26   | −25   | −18  | −7   | 1     | 7    | 12   | 9    | 2    | −4   | −16   | −24   | −7    |
| Абсолютный минимум, °C            | −53,7 | −50,7 | −38  | −32  | −14,6 | −6   | −2   | −2   | −11  | −35  | −43,1 | −46,4 | −53,7 |
| Норма осадков, мм                 | 20    | 14    | 13   | 19   | 33    | 55   | 72   | 67   | 52   | 32   | 28    | 25    | 430   |
| Источник: Weather2Погода и Климат |       |       |      |      |       |      |      |      |      |      |       |       |       |

Годовое количество осадков — 350—500 мм. В зимний период в виде снега. В межсезонье (весной и осенью, а также в начале и конце лета) нередок град.
Территория города приравнена к районам Крайнего Севера.

### Рельеф и геологическое строение
Город расположен на Лено-Ангарском плато среди покрытых тайгой холмов. Рельеф сильно расчленён, абсолютные высоты — от 270 до 757 м над уровнем моря.
Непосредственно на территории города находятся запасы уникальных лечебных вод и грязей. Лечебные средства: радоновые 15 нкюри/л (43 единиц Махе) хлоридные натриевые рассолы, содержащие бром, которые в разведённом виде используют для ванн, и иловая грязь озера. Лечение заболеваний органов движения и опоры, гинекологических, периферической нервной системы.
Вблизи города — разведанные запасы углеводородов (нефти и природного газа).

### Почвенный покров
Почвы преимущественно дерново-карбонатные, дерново-подзолистые. Присутствуют луговые и пойменные почвы средне- и лёгкосуглинистого механического состава.

## История
Русские первопроходцы появились в устье Куты в конце 1620-х годов. В 1628 (по другой версии — в 1629 году) казачий десятник Василий Бугор поставил здесь зимовье. Годом основания поселения считается 1631 год, когда отряд под предводительством атамана Ивана Галкина построил здесь большое зимовье, ставшее основой для Усть-Кутского острога.
Развитие острога как постоянного поселения связано также с именем Ерофея Хабарова. В 1630-х годах в окрестностях Усть-Кутского острога он основал солеварню, завёл на Лене пашню, организовал ямскую гоньбу.
Расположенный в конечной точке Ленского волока, Усть-Кут стал важным транспортным узлом в освоении Сибири и Дальнего Востока. Здесь готовились суда-дощаники для казачьих отрядов, шедших на восток, для Северной экспедиции Витуса Беринга. Через острог проходили экспедиции Дмитрия и Харитона Лаптевых, Владимира Атласова и Степана Крашенинникова, Григория Шелихова и Геннадия Невельского.
Уже в XVII веке вблизи острога на Лене и Куте образовалась цепочка небольших деревень, составивших в 1640 году Усть-Кутскую волость. До XIX века Усть-Кут был местом проведения крупных ярмарок. Население волости также занималось хлебопашеством, работало на солеваренном заводе, обслуживало пути сообщения — Ленский волок и ямской тракт.
В Усть-Куте отбывали наказание в качестве ссыльных члены различных антиправительственных группировок и партий и участники антирусских мятежей. Осенью 1900 года в селе отбывал ссылку Лев Троцкий. На солеваренном заводе работало большое количество ссыльных поляков — участников восстания 1863 года.
Во время Гражданской войны в Усть-Куте развернулись крупные бои за обладание выходом к золотым приискам Ленского бассейна. 13 ноября 1919 года контроль над селом перешёл от Русской армии к большевистским отрядам под командованием Даниила Зверева.
В 1926 году в Усть-Куте была впервые открыта больница, село стало центром вновь образованного Усть-Кутского района. В 1928 году на месте закрытого солеваренного завода открыт Усть-Кутский курорт, известный уникальными лечебными грязями.
Более 3 тысяч устькутян участвовали в Великой Отечественной войне, более тысячи из них не вернулись. За участие в сражениях 4 жителя Усть-Кута удостоены звание Героя Советского Союза: Иван Антипин, Михаил Андреев, Алексей Пестерев, Пётр Тюрнев.
В 1943 году село получило статус рабочего посёлка.
В июле 1951 года в Усть-Кут пришёл первый поезд по вновь построенной узниками Озерлага железнодорожной линии Тайшет — Лена. В том же году сдана первая очередь Осетровского речного порта, ставшего крупнейшим в СССР. С завершением его строительства город становится крупным транспортным узлом, обслуживает бо́льшую часть северного завоза.
29 июля 1954 года Усть-Куту был присвоен статус города районного подчинения путём объединения рабочих посёлков Усть-Кута и Осетрова. В 1963—2004 годах являлся городом областного подчинения.
В 1974 году Усть-Кут был объявлен отправной точкой всесоюзной комсомольской стройки — строительства Байкало-Амурской магистрали. В городе располагался штаб Западного участка.
В 1996 году численность населения города достигла исторического пика — 62,4 тыс. человек, — после чего начало уменьшаться (до 1,5 тыс. чел. ежегодно).
Наводнение 2001 года.
В 2001 году город пострадал от наводнения на Лене (см. Ленск). В Усть-Куте были подтоплены часть прибрежных улиц, разрушены строения в частных секторах. Разливы на Куте привели также к краткосрочному затоплению автотрассы Р419 и размыву железнодорожной насыпи на некоторых участках.
Аварии на теплосетях 2001 года.
Зимой того же года в результате ряда аварий на котельных без отопления оказались центральные микрорайоны города. В школах были отменены занятия, жители многоэтажных домов оборудовали свои квартиры печками-буржуйками, однако режим чрезвычайной ситуации не был введён вплоть до 24 декабря, когда на телевизионную прямую линию с президентом России дозвонился один из жителей Усть-Кута. После того, как катастрофическое положение стало известно широкой общественности, в городе спешно был проведён ремонт теплового оборудования и замена сетей. 27 декабря в отставку подал мэр города Евгений Корнейко, который находился в отпуске.
Несмотря на то, что последующие зимы Усть-Кут пережил более благополучно, в городе неоднократно вводился режим чрезвычайной ситуации ввиду нехватки топлива, а выражение «замерзающий Усть-Кут» стало газетным штампом.

## Название
Усть-Кут нередко называют городом с тремя названиями, так как с ним отождествлено три топонима: Усть-Кут (город и аэропорт), Лена (железнодорожная станция), Осетрово (порт).
Поселение было основано в устье реки Куты (от эвенк. кута — «заболоченное место»). Отсюда название — «Усть-Кутский (в старом написании — Усть-Куцкой) острог», позже — село Усть-Кутское. Постепенно в широкий обиход вошло укороченное название села, закрепившееся при смене статусов поселения — «Усть-Кут». При склонении названия ударение не сохраняется и переходит к окончанию: в Усть-Куте́, из Усть-Кута́ и т. д.
Этнохороним — устькутя́не (формы мужского и женского рода: устькутя́нин, устькутя́нка). Форма устьку́тцы, нередко используемая иногородними СМИ и закреплённая словарями, самими горожанами не используется.
Станция Лена названа по имени реки Лены, восходящему к эвенк. елю эне («большая река»).
Порт Осетрово назван по имени рабочего посёлка, включённого в состав Усть-Кута в 1954 году.

## Геральдика

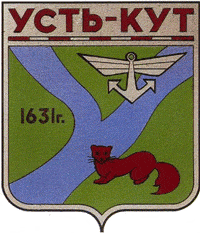
Старый герб Усть-Кута (1974—2009)

Герб у Усть-Кута впервые появился в 1974 году (официально не являлся гербом, имел статус знака). Он представлял собой изумрудный щит с изображениями куницы, якоря и надписью «1631 г.» на фоне стилизованного изображения устья реки.
10 февраля 2009 года был принят новый герб. На щите зелёного цвета изображены золотые соболь, якорь и башня, символизирующая острог. Полуперевязи, символизирующие реки, серебряного цвета в форме перевёрнутой буквы «У».
Флаг города, принятый также 10 февраля 2009 года, повторяет рисунок герба.

## Планировка города
Город сильно вытянут вдоль рек Лены и Куты. Его длина по руслам рек составляет 34 км, в то время как максимальная ширина застройки не превышает 3 км.
Административно город не разделён, но фактически Усть-Кут состоит из множества микрорайонов и посёлков. Это разделение прочно закрепилось в городском обиходе и используется как на бытовом, так и на официальном уровне.
Центральные микрорайоны: Лена и Речники. Здесь находится большинство социальных, культурных объектов и сосредоточена бо́льшая часть населения. Остальные микрорайоны и посёлки находятся как ниже, так и выше по течению Лены, застроены преимущественно по левому берегу. Правобережная часть небольшая и состоит из двух микрорайонов. Жилые кварталы перемежаются с территориями промышленного назначения и брошенными недостроенными объектами городского значения. Принято отдельно выделять старую часть города — бывшее село Усть-Кут, которое в настоящее время известно как микрорайон «старый Усть-Кут». Застройка здесь преимущественно одноэтажная деревянная. Сохранились исторические здания, не входящие в перечень объектов культурного наследия.
Город окружён тайгой, до неё из любой точки города можно добраться не более чем за 30 минут пешим ходом. В устье Куты находится остров Домашний, являющийся одним из центров отдыха горожан.
Над городом на всём его протяжении возвышаются сопки, имеющие на вершинах скальные образования. Часть из них носит названия и является объектом некоторых городских легенд, например, Чёртова скала, Бубнов камень, Петух, Мир и др.

## Население
| 1875    | 1959    | 1960    | 1967    | 1970    | 1979    | 1980    | 1987    | 1989    | 1990    |
| ------- | ------- | ------- | ------- | ------- | ------- | ------- | ------- | ------- | ------- |
| 278     | ↗21 343 | ↗23 400 | ↗29 000 | ↗33 197 | ↗49 647 | ↗50 800 | ↗58 000 | ↗61 165 | ↗61 400 |
| 1992    | 1996    | 1998    | 2002    | 2003    | 2005    | 2006    | 2007    | 2009    | 2010    |
| ↗61 800 | ↗62 400 | ↘59 600 | ↘49 951 | ↗50 000 | ↘47 600 | ↘46 600 | ↘45 800 | ↘44 832 | ↗45 375 |
| 2011    | 2012    | 2013    | 2014    | 2015    | 2016    | 2017    | 2018    | 2019    | 2020    |
| ↘45 290 | ↘44 805 | ↘44 301 | ↘43 552 | ↘42 971 | ↘42 498 | ↘42 272 | ↘41 689 | ↘41 149 | ↘40 783 |
| 2021    |         |         |         |         |         |         |         |         |         |
| ↘36 918 |         |         |         |         |         |         |         |         |         |

На 1 января 2025 года по численности населения город находился на 422-м месте из 1124 городов Российской Федерации.
До середины XX века Усть-Кут оставался крупным селом с преимущественно крестьянским населением, включая семьи осевших здесь ссыльных. Переломными стали 1940-е годы, когда началось строительство Осетровского речного порта, на строительство которого стекались рабочие из близлежащих поселений и других регионов СССР. В 1943 году Усть-Кут приобретает статус рабочего посёлка, а в 1954 становится городом при численности населения около 20 тыс. человек, преимущественно рабочих. С возобновлением строительства БАМа в 1970-х город переживает вторую волну миграции, здесь селятся тысячи молодых специалистов, в большинстве своём из Ставропольского и Краснодарского краёв, шефствовавших над станцией Лена. Вслед за строителями в Усть-Кут прибывают геологи в составе нескольких экспедиций.
Номинальная численность населения города продолжала расти до 1996 года, когда достигла исторического пика 62,4 тыс. человек. (Эти данные, однако, не отражают реальную динамику естественного прироста и миграции: в 1996 году в состав города был включён рабочий посёлок Якурим). С этого времени отмечается массовый отток населения, в 2001—2003 годах достигший максимальной величины: за два года населённость Усть-Кута сократилась на 6,2 тыс. человек (более 10 % населения). В настоящее время темпы оттока несколько замедлились.

## Местное самоуправление
С 1 января 2006 года местное самоуправление осуществляется в рамках Усть-Кутского городского поселения. Исполнительно-распорядительный орган — администрация поселения, подчинённая администрации Усть-Кутского муниципального района; представительный орган — городская дума. Первым избранным главой города был Кривоносенко Владимир Георгиевич, который руководил городской администрацией с 9 октября 2005 года до 10 сентября 2017 года.
Глава города (глава городской администрации) — в мае 2021 года главой города, на досрочных выборах, был избран Евгений Владимирович Кокшаров. до января 2021 года главой являлся Душин Александр Викторович, избранный 10 сентября 2017 года, сложивший полномочия 4 февраля 2021 года.
Глава городской думы — Николай Евгеньевич Тесейко, выдвинутый из числа депутатов городской Думы. В 2023 года проиграл выборы по своему участку и не получил депутатский мандат. С сентября 2023 года, председателем городской Думы является Норина Лариса Александровна.
В последнее время довольно часто обсуждается вопрос о сокращении городской администрации и думы в пользу районной, так как поселенческие структуры (администрация и дума) съедают значительную часть бюджетных доходов, при этом часто дублируют функции.

## Экономика
См. также: Экономика Усть-Кутского района
Экономика Усть-Кута основана на добыче природных ресурсов, лесном хозяйстве и деятельности предприятий транспортного узла «железная дорога — порт». Общий объём выручки от реализации товаров и услуг в 2009 году составил 6,8 млрд руб.

### Промышленность
Основные предприятия:
- в нефтегазовом комплексе: ООО «УКНГ» (Ранее ОАО «УстьКутНефтегаз» — дочернее предприятие ООО «Иркутская нефтяная компания», филиал компании «Иркутск-Терминал» в Усть-Куте (нефтебаза), ООО «Ленский транзит»;
- в транспортном комплексе: Осетровский речной порт, Верхнеленское речное пароходство, ОАО «Алроса-Терминал», предприятия ВСЖД.
- в лесном комплексе: OOO «ТИМБЕР ТРАНС», ООО «Леналессервис», ЗАО «Велес», ОИК-5.

Основные отрасли промышленности: добыча полезных ископаемых, деревообработка, теплоэнергетика. Бо́льшая часть добываемых природных ресурсов экспортируется в другие регионы России и Китай. Ассортимент продукции, выпускаемой в городе, мал — преимущественно пиломатериалы. Кроме того, для потребительских нужд горожан выпускают продукцию предприятия пищевой промышленности: хлебозавод, частные пекарни, молокозавод.
Существуют проекты по строительству в городе двух деревоперерабатывающих заводов с глубокой переработкой древесины. Ещё одним проектом предусмотрено строительство целлюлозно-бумажного комбината в Усть-Кутском районе при участии китайских инвесторов.
В секторе малого бизнеса действует 160 предприятий (2009), на которых занято 3,1 тыс. человек, или 22 % от общей численности работающих. Основные виды деятельности малого бизнеса: оптовая и розничная торговля (47 % общей выручки МСП), транспортные услуги (23 %).

### Розничная торговля
На начало 2017 года в городе зарегистрировано 862 объекта потребительского рынка. Среди них:
- 661 торговая точка, включая магазины федеральных и региональных сетей — «Сеть Техники», «Евросеть», «DNS», «Связной», «Светофор», «Fix Price», Фасоль, Хлеб-соль, местные торговые сети — «Алко», «Народный», «Терция», «Триумф» и прочие;
- 58 пунктов общественного питания;
- 139 объектов бытового обслуживания.

### Транспорт
Усть-Кут — центр Осетрово-Ленского транспортного узла, крупнейшего в Восточной Сибири.
Здесь пересекаются железнодорожные и водные пути сообщения. Имеется аэропорт, способный принимать магистральные самолёты. Обеспечен круглогодичный выход на федеральную сеть автодорог. В центре города, на автодублёре БАМа, расположен один из немногих мостов через Лену.
Железнодорожный транспорт
Усть-Кут находится на Восточно-Сибирской железной дороге. Основная железнодорожная станция — Лена. Кроме неё, в городе расположены:
- грузопассажирские станции: Усть-Кут, Якурим, Лена-Восточная;
- исключительно грузовые станции: Лена-Перевалка, Портовая, Якурим-Перевалка (в едином технологическом процессе с портом Осетрово).

Первый поезд на станцию Лена пришёл в 1951 году, тогда Усть-Кут был конечной станцией строящейся Тайшето-Ленской железной дороги (ныне это участок ВСЖД, называемый Западным БАМом). В постоянную эксплуатацию дорога была сдана в 1958 году. В 1974 году Усть-Кут стал отправной точкой возобновлённого строительства Байкало-Амурской магистрали, здесь располагался штаб Западного участка. В 1975 году сдан единственный железнодорожный мост через Лену. До конца 1990-х годов на западной окраине города функционировала станция Паниха. Многие предприятия имеют собственные подъездные пути.
Прямое пассажирское сообщение поездами дальнего следования:
- в западном направлении с Москвой, Красноярском, Иркутском, Кисловодском, в летнее время с Адлером, Анапой, Новосибирском;
- в восточном направлении с Северобайкальском, Тындой.

Пригородные поезда следуют до станций:
- в западном направлении: Вихоревка, Ручей;
- в восточном направлении: Киренга.

Существуют проекты по строительству железнодорожных веток на север (Лена — Непа — Ленск) и юг (Иркутск — Жигалово — Лена).
Воздушный транспорт
Аэропорт Усть-Кут расположен в десяти километрах к северу от города. Регулярные авиарейсы выполняются до Иркутска и Красноярска. Раз в месяц совершается авиарейс до Ижевска. Транспортное сообщение между аэропортом и городом по состоянию на конец 2016 года осуществляется такси и личным автомобилем.
Речной транспорт
Крупный речной порт Осетрово на реке Лене (в том числе занимается обслуживанием северного завоза). Летом осуществляется паромное сообщение до Ленска, время в пути три дня.
Пассажирское сообщение вниз по Лене до Пеледуя. Осуществляется теплоходами типа «Полесье».
Автомобильный транспорт
Дорожная сеть, связывающая Усть-Кут с другими населёнными пунктами, слабо развита.
Город находится на строящейся федеральной автодороге А331 «Вилюй» (бывшая Р419), призванной обеспечить выход на М53 «Байкал». Реализация планов по дальнейшему строительству позволит связать Усть-Кут с северными территориями Иркутской области и Якутией (Ленск, Мирный, Якутск). Единственный автомобильный мост через Лену был сдан в 1989 году.
На восток от Усть-Кута параллельно БАМу проходит автодорога до Звёздного и, формально, до Северобайкальска (фактически сквозное движение по автодороге крайне затруднено ввиду её плохого состояния).
Зимой из Усть-Кута на север в Мирный проходит автомобильный зимник, соединяющий с федеральной сетью автодорог труднодоступные районы Иркутской области и Якутии. Широко используются и другие зимники.
Городская улично-дорожная сеть. Центральные улицы города имеют асфальтовое покрытие, часть периферийных — бетонное. Остальные без покрытия. Имеется объездная автомобильная дорога для транспорта, следующего транзитом.
Автобусное сообщение
В Усть-Куте по состоянию на 2021 год действуют семь автобусных городских маршрутов: № 1, 4, 5, 6, 7, 10, 13. Маршрутная сеть охватывает практически весь город. Стоимость проезда с 2019 года составляет 25 рублей за поездку по маршрутам 1, 4, 5, 7, 10, 13; по маршруту № 6 стоимость проезда — 30 рублей. Действуют пригородные маршруты до СНТ «Ветеран» (вверх по течению Лены) и в пос. Казарки. Перевозку пассажиров осуществляет муниципальное предприятие «Автодор» и индивидуальные предприниматели.
Работают междугородные маршруты до Иркутска, Братска, Тулуна. Стоимость проезда до Иркутска составляет 2100 руб. (по состоянию на март 2021 года). Круглогодично частными микроавтобусами выполняются рейсы до Киренска. Автовокзала нет — в качестве автостанции используется площадь перед железнодорожным вокзалом станции Лена.

### Образование
На территории города действует около 40 дошкольных учреждений.
Основное общее образование можно получить в 10 школах и одном лицее
Среднее профессиональное можно получить в ЧУ ПО ИГТК (Г. Усть-Кут), УИВТ, Усть-кутский промышленный техникум

### Кинотеатр
С 2 апреля 2009 года действует единственный в городе кинотеатр в здании КДЦ «Магистраль», который до 16 января 2019 года находился под управлением частного предпринимателя. С 3 февраля 2019 года кинотеатр находится под муниципальным управлением.

### Музей
Усть-Кутский исторический музей основан в 1980 году как филиал Иркутского областного краеведческого музея. В неё расположилось несколько залов с экспозициями: БАМа, археологическими раскопками, обычаями и традициями населения Усть-Кутского района, и работы местных художников, народных умельцев, фотографов — членов Народного любительского творческого объединения «Даван» при Усть-Кутском историческом музее, иллюстрирующих и дополняющих экспозицию по истории края.

### Дома культуры
Для культурного отдыха населения в основных районах города расположены Дома культуры.
- Дом культуры Речники. Муниципальное бюджетное учреждение культуры «Дом культуры Речники» Усть-Кутского муниципального образования (городского поселения). Здесь проводятся фестивали, праздники, художественная самодеятельность, концерты, выставки и многое другое. Ввод в эксплуатацию — 1968 год.
- Дом культуры Магистраль. Муниципальное бюджетное учреждение культуры «Районный культурно-досуговый центр Магистраль» Усть-Кутского муниципального образования.
- Дом культуры Нефтяник. В настоящее время в здании организованы спортивные секции и другие учреждения на правах аренды.
- Дом культуры Геолог. Муниципальное казённое учреждение культуры «Городской культурно-библиотечный центр» Усть-Кутского муниципального образования (городского поселения). Основан 1 января 1971 года.
- Дом культуры Мостостроитель. Межпоселенческий культурно-досуговый центр. Основан 13 сентября 1979 года.
- Дом культуры Карпово. Культурно-досуговый центр Карпово. Общественная организация, г. Усть-Кута.

### Библиотеки
В городе действуют: Современная гуманитарная библиотека, центральная детская библиотека, Усть-Кутская межпоселенческая библиотека и другие.

### Школы искусств
- Муниципальное бюджетное учреждение дополнительного образования «Детская школа искусств» Усть-Кутского муниципального образования.
- Художественное отделение школы искусств.

## СМИ и связь
Помимо федеральных и областных СМИ, в Усть-Куте выпускаются местные газеты, производятся местные радио- и телепрограммы. Офсетную печать применяют две типографии.

### Местное телевидение
- ТРК Диалог Усть-Кут Собственное программирование С 2021 ГОДА Бывшие вещатели РЕН ТВ С 1991 ПО 2021 ГОДА  ДТВ С 2009 ПО 2011 ГОДА ПЕРЕЦ С 2011 ПО 2015 ГОДА Че! С 2015 ПО 2022 ГОДА Продвижение С 2019 ПО 2022 ГОДА
- Че!
- Солнце

Развита система спутникового телевидения. С 2002 года начал работать оператор кабельного телевидения «Обзор». C 2009 года появился ещё один оператор — «Мир ТВ». Цифровое кабельное телевидение ООО «Связь»

### Цифровое эфирное телевидение
21 канал для мультиплекса РТРС-1 и РТРС-2; Пакет радиоканалов включает: Вести FM, Радио Маяк, Радио России / ГТРК Иркутск.
- Пакет телеканалов РТРС-1 (телевизионный канал 31, частота 554 МГц), включает: Первый Канал, Россия 1 / ГТРК Иркутск, Матч ТВ, НТВ, Пятый Канал, Россия К, Россия 24 / ГТРК Иркутск, Карусель, ОТР, ТВЦ.
- Пакет телеканалов РТРС-2 (телевизионный канал 36, частота 594 МГц), включает: РЕН ТВ, Спас, СТС, Домашний, ТВ3, Пятница!, Звезда, Мир, ТНТ, МУЗ-ТВ.

- Обязательные общедоступные региональные телеканалы («21-я кнопка»): телекомпания АИСТ ТВ.

### Радиостанции
| Частота   | Название                             |
| --------- | ------------------------------------ |
| 70,85 УКВ | (Молчит) Радио России / ГТРК Иркутск |
| 87,5 FM   | Радио Дача                           |
| 102,0 FM  | Ретро FM / (ПЛАН) Радио Шоколад      |
| 102,4 FM  | (ПЛАН) Авторадио                     |
| 103,2 FM  | Русское радио                        |
| 103,6 FM  | Радио России / ГТРК Иркутск          |
| 104,3 FM  | Дорожное радио                       |
| 105,1 FM  | Европа Плюс                          |
| 105,5 FM  | Лена FM                              |
| 105,9 FM  | Comedy Radio / (ПЛАН) Радио MCM      |

### Газеты
В Усть-Куте выпускаются три газеты на 2024 году:
- «Ленские вести» — старейшая газета района, выходит с 1938 года (ранее под названиями «Ленский большевик», «Ленский коммунист»). Выходит еженедельно.
- «Диалог-ТВ» — городская газета. С 1991 года выпускалась как телепрограмма канала «Диалог». В 1997 году переформатирована в городской информационный еженедельник.
- Информационный портал «Усть-Кут24» — интернет-издание, выходит с 2015 года. Занимает лидирующие позиции в новостном контенте Усть-Кута

### Связь
Единственный оператор почтовой связи ФГУП «Почта России». В городе действует 10 отделений.
Сотовая связь действует в городе с 2005 года. В городе представлены все российские операторы. На 31 декабря 2008 года суммарная абонентская база (город и район) составила 40 тыс. человек

## Люди, связанные с Усть-Кутом
См. также: Почётные граждане Усть-Кута и Усть-Кутского района

## Фотографии

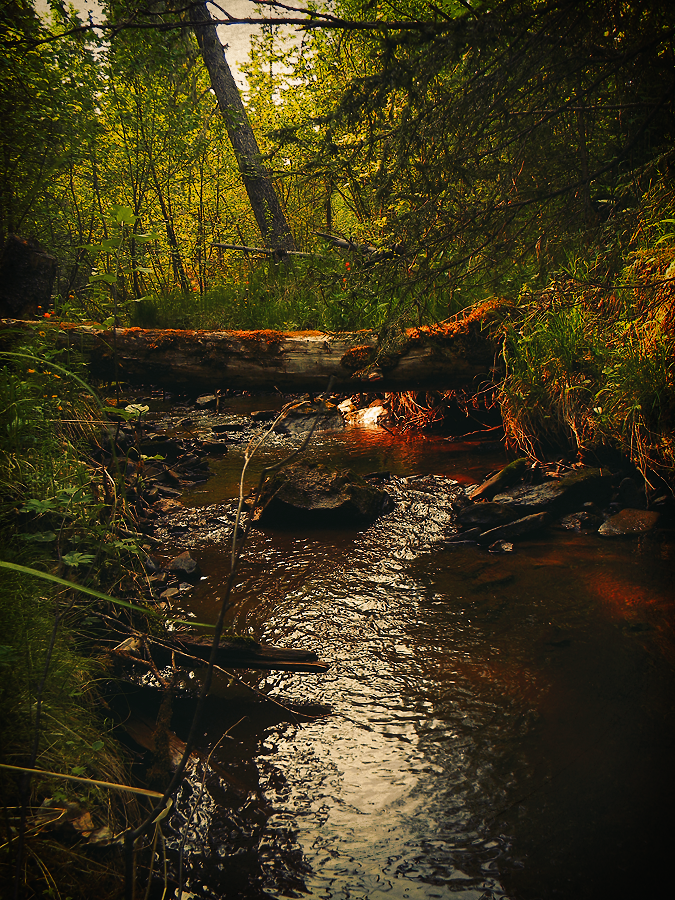
Тайга
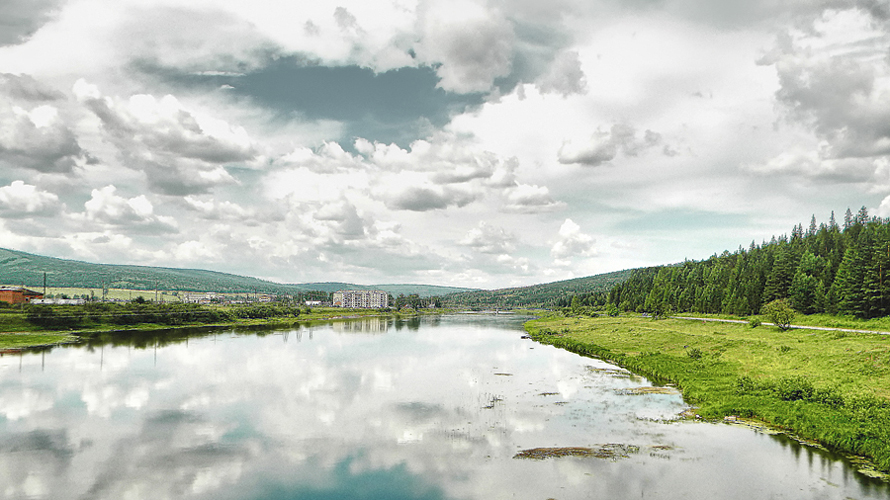
Вид на Курорт
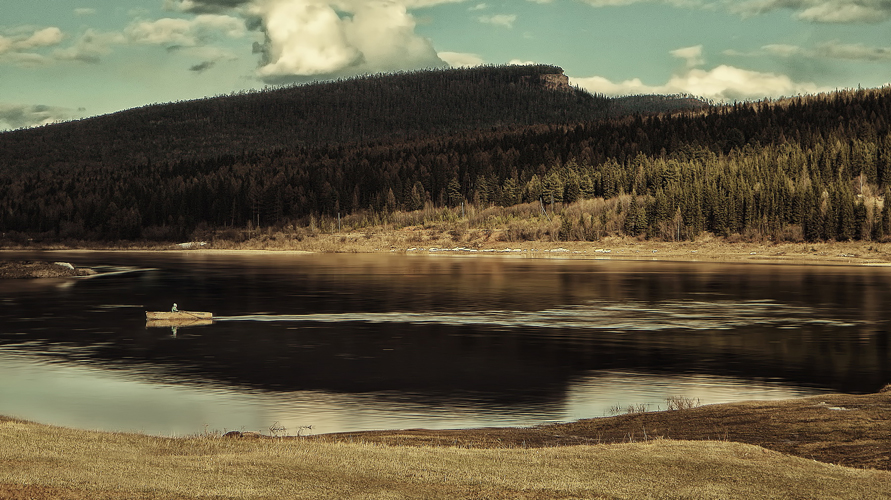
Заводь Домашнего острова
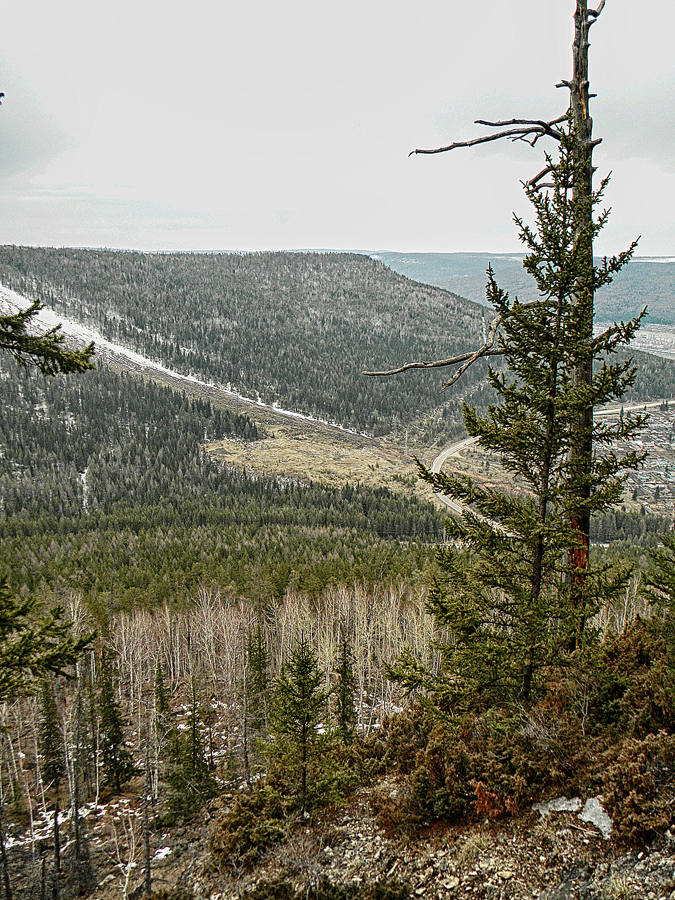
Вид со скалы Мира
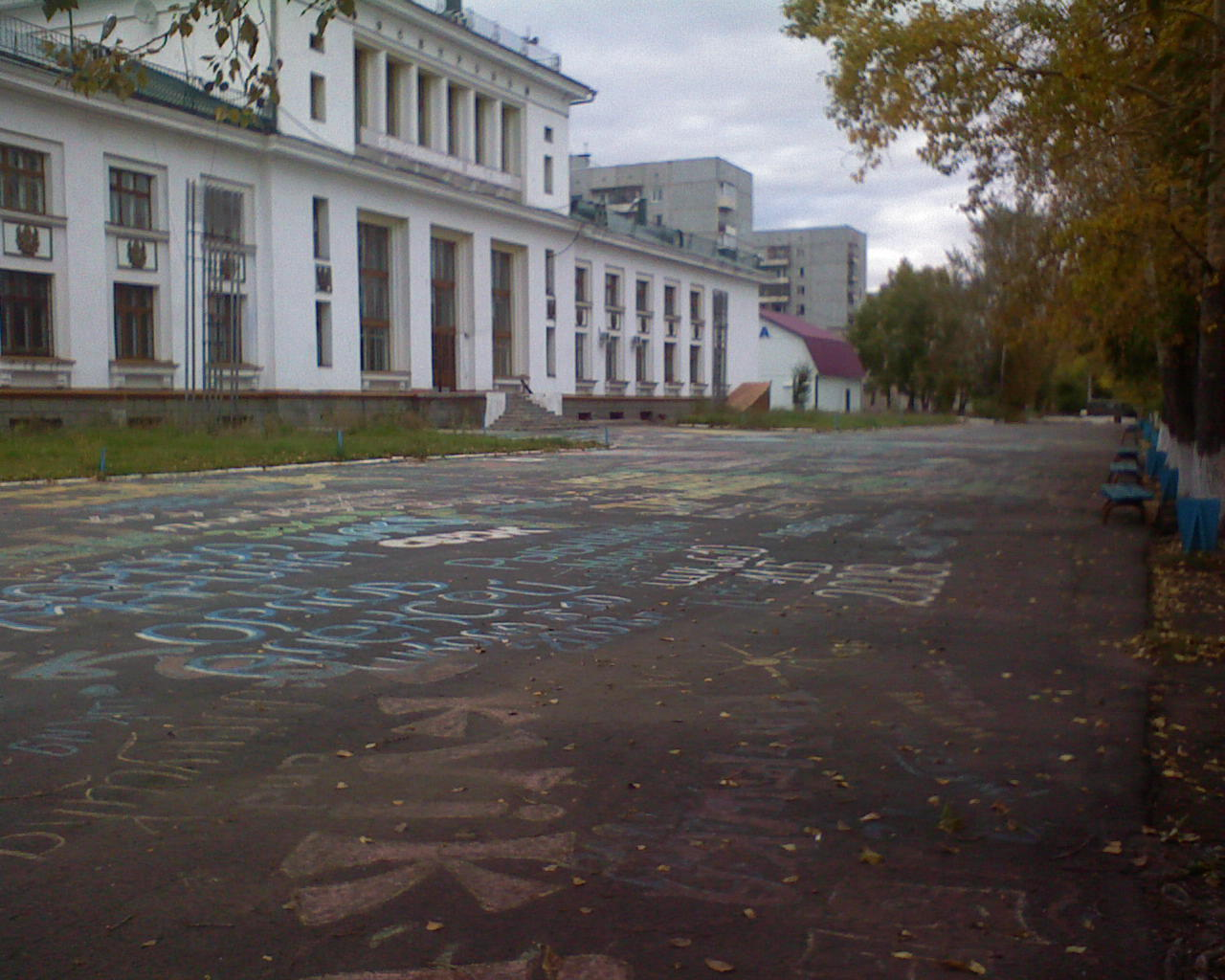
Площадь речного вокзала Осетрово

## Топографические карты
- Лист карты O-48-XXVIII Усть-Кут. Масштаб: 1 : 200 000. Состояние местности на 1982 год. Издание 1985 г.